# 성산소방서
성산소방서(城山消防署, Seongsan Fire station)는 경상남도 창원시 성산구를 관할하는 창원시 소방본부 (또는 경상남도 소방본부) 산하의 소방서이다.
소방서장은 소방정으로 보한다.

## 연혁
- 1980년: 창원소방서 개서
- 1982년 12월 16일: 김해소방서 분리
- 2021년 7월 1일: 창원소방서 주소가 의창구에서 성산구로 변경
- 2022년 1월 11일: 의창구 관할 의창소방서 분리로 관할구역 축소 (소답, 봉곡, 차룡, 동읍, 북면, 대산119안전센터 의창소방서로 편입). 따라서 창원소방서를 성산소방서로 개칭

## 조직
| - 소방행정과 - 소방행정팀 - 예산장비팀 | - 안전예방과 - 안전지도팀 - 예방지도팀 - 소방민원팀 | - 대응구조과 - 구조구급팀 - 대응조사팀 |

## 관할센터 및 관할구역
성산소방서는 5개의 119안전센터와 1개의 구조대를 산하에 두고 있다.
| 명칭                 | 사진 | 주소                 | 관할구역                           | 지역대 |
| -------------------- | ---- | -------------------- | ---------------------------------- | ------ |
| 신월119안전센터      |      | 성산구 상남로 165    | 성산구 중앙동 일부, 상남동, 사파동 |        |
| 외동119안전센터      |      | 성산구 창원대로 786  | 성산구 웅남동 일부                 |        |
| 가음정119안전센터    |      | 성산구 대정로 39     | 성산구 가음정동, 성주동            |        |
| 대원119안전센터      |      | 성산구 두대로55길 11 | 성산구 중앙동 일부, 반송동         |        |
| 웅남119안전센터      |      | 성산구 봉양로 406    | 성산구 웅남동 일부                 |        |
| 성산소방서 119구조대 |      | 성산구 창원대로 786  | 경상남도 창원시 성산구 일원        |        |

## 같이 보기
- 대한민국 소방청
- 대한민국의 소방
- 소방관 계급